# Krisztián Pars
Krisztián Pars (Körmend, 18 de fevereiro de 1982) é um atleta e campeão olímpico húngaro, especializado no lançamento do martelo.
Seu melhor arremesso foi de 82,45 metros, conseguido em setembro de 2006 na cidade de Celje, na Eslovênia. Nos Jogos Olímpicos de 2008, Pars havia terminado em quarto lugar a prova do arremesso de martelo, mas com a desclassificação de dois atletas bielorrussos (que haviam ganho prata e bronze) por doping, o húngaro herdou a medalha de prata. Porém, em junho de 2010, o Tribunal Arbitral do Esporte reverteu a decisão do COI e restaurou a medalha dos bielorrussos, retornando Pars para o quarto lugar.
Em Londres 2012, ele sagrou-se campeão olímpico da prova, com um lançamento na marca de 80,59 m, mantendo a longa tradição húngara nesta modalidade, que inclui quatro campeões olímpicos e recordistas mundiais, Imre Németh (Londres 1948), József Csermák (Helsinque 1952), Gyula Zsivótzky (Cidade do México 1968) e Balázs Kiss (Atlanta 1996).
Em Moscou 2013, ficou com o vice-campeonato mundial e a medalha de prata com 80,30 m, a mesma colocação do Mundial anterior, Daegu 2011, na Coreia do Sul.
Nos Jogos da Rio 2016, ficou apenas em sétimo lugar, com um lançamento de 75,28 m.